# Петухов, Валерий Викторович
Вале́рий Ви́кторович Петухо́в (15 сентября 1950, Болшево, Московская область — 6 сентября 2003, Москва) — советский и российский психолог, профессор кафедры общей психологии факультета психологии МГУ, «Заслуженный преподаватель МГУ», лауреат премии им. М. В. Ломоносова за педагогическую деятельность, автор более 60 научных работ и соавтор многотомника «Общая психология».

## Биография
В 1973 окончил факультет психологии МГУ имени М. В. Ломоносова, в 1976 — там же аспирантуру, специализировался по кафедре общей психологии.
В 1978 защитил кандидатскую диссертацию «Психологическое описание визуальных способов решения задач».
Своими учителями считал М. К. Мамардашвили, Е. Ю. Артемьеву, А. Н. Леонтьева.
С 1976 читал лекции по курсу «Психология мышления», сквозному курсу «Общая психология» (6 семестров) на кафедре общей психологии психологического факультета МГУ.
С июля 2003 приступил к исполнению обязанностей заведующего новой кафедрой методологии психологии факультета психологии МГУ.
Скоропостижно скончался от сердечного приступа 6 сентября 2003 года. Даже в день смерти он успел провести 8 часов занятий.

## Вклад в психологию
Автор более 60 научных работ и учебных пособий. Среди них важнейшими являются «Образ (представление) мира и психологическое изучение мышления» (1984), «Психология мышления» (1987), «Природа и культура» (1996).
Его научные интересы нашли своё отражение в подготовленной к защите докторской диссертации «Культурно-историческая психология творческого воображения».
Своей ведущей деятельностью Валерий Викторович считал преподавание психологии. В 1991 разработал авторский курс общей психологии, объединяющий все её разделы. Он читал лекции по общей психологии во многих городах России и повсюду встречал восторженный прием слушателей.

Общая психология предполагает единство изучения мотивационной (личностной) и познавательной сфер человеческой психики.— Валерий Викторович Петухов

## Основные работы
- Петухов В. В. Психологическое описание визуальных способов решения задач: Автореф. дис. на соиск. учен. степени канд. психол. наук. — М., 1978. — 18 с.

Книги и брошюры
- Петухов В. В. Психология мышления: Учеб.-метод. пособие для студентов фак. психологии гос. ун-тов. — М.: Изд-во МГУ, 1987. — 87 с. — 2000 экз.

- Петухов В. В., Столин В. В. Психология: Метод. указания для студентов непсихол. фак. гос. ун-тов. — М.: Изд-во МГУ, 1989. — 66 с. — 3500 экз.
- Петухов В. В. Природа и культура. — М.: Тривола, 1996. — 134 с. — (Программа «обновление гуманитарного образования в России). — 3000 экз. — ISBN 5-88415-017-2.
- Общая психология: Сб. текстов: [В 3 вып.] / Под общ. ред. В. В. Петухова. — М.: Учеб.-метод. коллектор «Психология», 2000.
- Общая психология: Тексты: В 3 т.: Для студентов фак. психологии вузов по направлению 521000 – «Психология». – 2-е изд., испр. и доп / Ред.-сост. Ю. Б. Дормашев, С. А. Капустин: Отв. ред. В. В. Петухов. — М.: Психология; Генезис, 2001.
- Психология мышления / Под редакцией Ю. Б. Гиппенрейтер, В. Ф. Спиридонова, М. В. Фаликман, В. В. Петухова. — 2-е издание, переработанное и дополненное. — Москва: АСТ, 2008. — 672 с. — (Хрестоматия по психологии). — 7000 экз. — ISBN 978-5-17-048613-7.

Статьи
- «Визуальные» решения геометрических задач: проблема адекватного понимания // Психологические исследования интеллектуальной деятельности. М.: МГУ, 1979.
- О психологических единицах описания структуры решения задач // Количественные методы в гуманитарных науках. М.: МГУ, 1981.
- Образ мира и психологическое изучение мышления // Вестник Московского университета. Серия 14. Психология, 1984, № 4. С. 13-20.
- Проблема осмысленного действия (по решению творческих задач) // Традиции и перспективы деятельностного подхода в психологии. Школа А. Н. Леонтьева. М.: Смысл, 1999.

## Награды
Лауреат премии им. М. В. Ломоносова за педагогическую деятельность.